# Dave East
David Brewster, Jr.  (Nueva York, 3 de junio de 1988), más conocido por su nombre artístico Dave East, es un rapero y actor estadounidense. En 2016, fue incluido en la freshman class de la revista XXL.

## Biografía
Durante su juventud se interesó por el baloncesto, jugando en la Springbrook High School de Maryland. Allí también fue miembro de los Blue Devils, un equipo que competía en los torneos de la AUU en el cual además jugaban Kevin Durant, Ty Lawson y Greivis Vásquez entre otros. 
En 2006 recibió una beca deportiva para sumarse a las Richmond Spiders, el equipo de baloncesto de la Universidad de Richmond que compite en la División I de la NCAA. Allí jugó su temporada como freshman, transfiriéndose luego a la Universidad de Towson para incorporarse a los Towson Tigers. Permaneció en esa institución hasta fines de 2009, dejando al equipo por problemas disciplinarios. 
Consecuentemente comenzó a vender drogas, lo que le costó una condena en prisión de seis meses. Durante su encierro abandonó el catolicismo para convertirse al islam.
Al recuperar la libertad retornaría a Nueva York y comenzaría a grabar y difundir sus primeros mixtapes. En 2014 comenzó a colaborar con Nas, quien le consiguió un contrato con Mass Appeal Records. 

## Discografía

### Mixtapes
- Change of Plans (2010)
- Insomnia (2011)
- American Greed (2011)
- Don't Sleep (2011)
- No Regrets (2012)
- Gemini (2013)
- Black Rose (2014)
- Straight Outta Harlem (2014)
- Hate Me Now (2015)
- Kairi Chanel (2016)
- ‘’Survival’’ (2019)

### EP
- Paranoia: A True Story (2017)